# Медведицьке
Медведицьке (рос. Медведицкое) — село в Кімрському районі Тверської області Російської Федерації.
Населення становить 1 особу. Входить до складу муніципального утворення Центральне сільське поселення.

## Історія
Від 2005 року входить до складу муніципального утворення Центральне сільське поселення.

## Населення
| 1859 | 1889 | 2002 | 2010 |
| ---- | ---- | ---- | ---- |
| 338  | ↗367 | ↘2   | ↘1   |